# Epinannolene pittieri
Epinannolene pittieri är en mångfotingart som beskrevs av Henri W. Brölemann 1903. Epinannolene pittieri ingår i släktet Epinannolene och familjen Epinannolenidae.

## Underarter
Arten delas in i följande underarter:
- E. p. barbadensis
- E. p. bermudensis
- E. p. guacharensis
- E. p. guadeloupensis
- E. p. mariagalandae